# Tangled Hearts
Tangled Hearts é um filme mudo norte-americano de 1916, do gênero drama, dirigido por Joe De Grasse e estrelado por Lon Chaney. Um fragmento de dois minutos existe em uma coleção privada de filme.

## Elenco
- Louise Lovely - Vera Lane
- Agnes Vernon - Lucille Seaton
- Lon Chaney - John Hammond
- Marjorie Ellison - Enid Hammond
- Hayward Mack - Montgomery Seaton
- Jay Belasco - Ernest Courtney
- Georgia French - Criança
- Colin Chase - John Dalton (como Bud Chase)